# Euproctis simulans
Euproctis simulans är en fjärilsart som beskrevs av Butler 1884. Euproctis simulans ingår i släktet Euproctis och familjen tofsspinnare. Inga underarter finns listade i Catalogue of Life.